# Renske van Geel
Renske van Geel (Boxtel, 4 januari 1985) is Nederlands hockeyspeelster, en speelde tussen 2008 en 2010 in totaal 14 officiële interlands (nul doelpunten) voor de Nederlandse vrouwenploeg. Tevens speelde zij 5 zaalinterlands (één doelpunt).
Het debuut voor Oranje was er tijdens het Europees Kampioenschap zaal te Eindhoven, op 23 januari 2004 in de wedstrijd tegen Litouwen (7-1). Op 25 januari 2004 werd zilver gewonnen in een met 2-6 verloren finale tegen titelverdediger Duitsland. De Oranjecarrière leek geen vervolg te krijgen, maar in het voorjaar van 2008 selecteerde bondscoach Marc Lammers de allroundspeelster voor het toernooi om de Champions Trophy 2008 in het Duitse Mönchengladbach. Op 25 mei 2008 werd een bronzen medaille veroverd door in de kleine finale China met 3-0 te verslaan.
De hockeycarrière  startte bij Mea Est Pila (MEP) te Boxtel. In 2003 maakte Van Geel de overstap naar hoofdklasser Hockeyclub 's-Hertogenbosch, waar zij gedurende twee seizoenen haar belangrijkste prijzen won. In 2005 werd geswitcht naar Stichtse Cricket en Hockey Club uit Bilthoven. Na een tweejarige verblijf aldaar speelt Van Geel thans voor Laren.
Renske is de dochter van oud-hockeyinternational Cees van Geel. 

## Belangrijkste prestaties
Van Geel won met Den Bosch in de jaren 2004 en 2005 de landstitel en de Europa Cup I.
- Europees Kampioenschap zaal vrouwen 2004 te Eindhoven
- Champions Trophy 2008 te Mönchengladbach (Dui)
- Europees Kampioenschap vrouwen veld 2009 te Amsterdam
- Rabo Trophey 2010